# In-Circuit Emulator
Схемний емулятор (англ. In-Circuit Emulator, ICE) — програмно-апаратний комплекс, який у процесі налагодження заміщає у реалізованій системі мікропроцесор або мікроконтролер. У результаті такої заміни функціонування відладжуваної системи стає піднаглядним і контрольованим. Дизайнер отримує можливість візуально контролювати роботу системи на екрані персонального комп'ютера і керувати її роботою шляхом установки певних керуючих сигналів, модифікації вмісту регістрів і пам'яті. Завдяки наявності таких можливостей схемний емулятор є найбільш універсальним і ефективним налагоджувальний засобом, використовуваним на етапі комплексного налагодження системи.